# Караванный мост
Караванный мост (тур. Kemer Köprüsü, Kervan Köprüsü) — древний мост через реку Мелес в городе Измир. Мост построен не позже 850 года до н. э. в Лидии (сегодня территория Турции). Длина моста около 13 метров. Возраст сооружения более 2860 лет, что делает его одним из самых старых функционирующих мостов в мире. Ближайший по возрасту действующий мост Европы — Мост Фабричо младше караванного минимум на 800 лет.